# Omoda 7
Omoda 7 — компактный кроссовер, представленный подразделением Omoda компании Chery 28 апреля 2024 года в Уху.

## Описание
Omoda 7 является первым оригинальным продуктом бренда Omoda, в то время как предыдущие модели являются общими с Chery. Модель основана на удлинённой версии платформы Omoda 5.
Радиаторная решётка интегрирована в передний бампер, однако, в отличие от Omoda 5, имеет другой вид. По габаритам модель превосходит Chery Tiggo 7 Pro Max и Jaecoo J7.
В России автомобиль получил название Omoda C7.

## Технические характеристики
Omoda 7 оснащён 1,5-литровым четырёхцилиндровым бензиновым двигателем мощностью 156 л. с. и крутящим моментом 220 Н·м, который сочетается в паре с тяговым электродвигателем мощностью 170 л. с. и крутящим моментом 315 Н·м. В совокупности мощность составляет 326 л. с., а крутящий момент — 510 Н·м. На электротяге запас хода составляет 95 км, а общий запас хода — 1200 км. Двигатели сочетаются в паре с трёхступенчатой роботизированной трансмиссией DHT.